# Гидрид урана(III)
Гидрид урана(III) — неорганическое соединение урана и водорода с формулой UH3.

## Свойства
Гидрид урана — высокотоксичный пирофорный порошок или же хрупкое твёрдое вещество от коричневато-серого до коричневато-черного цвета. Его плотность при 20°C составляет 10,95 г см−3, что намного ниже, чем у урана (19,1 г см−3). Обладает металлической проводимостью, слабо растворяется в соляной кислоте и разлагается в азотной кислоте.
Обе кристаллические модификации гидрида урана имеют кубическую форму: α-форма получается при низких температурах, а β-форма выращивается при температуре выше 250z°С. При комнатной тепрературе и ниже обе формы метастабильны, α-форма медленно переходит в β-форму при нагревании до 100 °С. Обе кристаллические модификации, являются ферромагнитными при температурах ниже ~180К. Выше 180К они становятся парамагнитными.

## Образование в металлическом уране

### Реакция с водородом
Воздействие водорода на металлический уран делает металл более хрупким. Диффундируя через металл, водород порождает хрупкий гидрид на межзёренных границах. Отжиг в вакууме позволяет удалить водород и восстановить пластичность металла. 
Реакция урана с водородом протекает при нагреве до 250–300°C. При дальнейшем нагреве примерно до 500°C гидрид распадается на водород и металлический уран. Это свойство делает гидриды урана удобными исходными материалами для создания реактивного уранового порошка вместе с различными соединениями урана, такими как карбид, нитрид и галогениды урана. 
Так как в гидриде урана атомы водорода не являются межузельными, при образовании гидрида металл расширяется. В своей решетке каждый атом урана окружен 6 другими атомами урана и 12 атомами водорода; каждый атом водорода занимает большую тетраэдрическую яму в решетке. Плотность водорода в гидриде урана примерно такая же, как в жидкой воде или жидком водороде. В структуре присутствует связь UHU через атом водорода.

### Реакция урана с водой
Гидрид урана образуется, когда металлический уран  подвергается воздействию воды или пара, при этом в качестве побочного продукта образуется диоксид урана:
{\displaystyle {\ce {7U +6H_2O = 4UH_3 +3 UO_2}}}
Полученный гидрид урана пирофорен; если металл (например, поврежденный топливный стержень) впоследствии подвергается воздействию воздуха, может выделяться избыточное тепло, а основная масса металлического урана может воспламениться.  Загрязненный гидридами уран можно пассивировать путем воздействия на него газообразной смеси 98% гелия с 2% кислорода. Конденсированная влага на металлическом уране способствует образованию водорода и гидрида урана; при отсутствии кислорода может образоваться пирофорная поверхность. Это создает проблему при подводном хранении особого отработанного ядерного топлива в бассейнах выдержки отработанного топлива (ядерное топливо с коммерческих атомных электростанций не содержит металлического урана). В зависимости от размера и распределения частиц гидрида самовоспламенение может произойти после неопределенно длительного воздействия воздуха. Такое воздействие создает риск самовозгорания остатков топлива в хранилищах радиоактивных отходов. 
При контакте гидрида урана с водой выделяется водород. Взаимодействие с сильными окислителями вызывает пожар и взрыв. Контакт с галогенуглеродами создаëт бурную реакцию.

## Другие химические реакции
Порошок гидрида урана, пропитанный полистиролом, не пирофорен и может прессоваться, однако его соотношение водорода и углерода неблагоприятно. Вместо него в 1944 году был представлен гидрогенизированный полистирол. 
Предполагается, что дейтерид урана можно использовать для создания инициаторов нейтронов .
Гидрид урана, обогащенный примерно до 5% урана-235, предлагается в качестве комбинированного ядерного топлива и замедлителя нейтронов для саморегулирующегося ядерного энергетического модуля с водородным замедлителем. Согласно этой патентной заявке, реактор такого вида начинает вырабатывать электроэнергию, когда водород при достаточной температуре и давлении поступает в активную зону (состоящую из гранулированного металлического урана) и реагирует с металлическим ураном.  Получающийся гидрид урана является как ядерным топливом, так и замедлителем нейтронов; по-видимому, водород замедляет нейтроны в достаточной степени, чтобы обеспечить протекание реакций деления; а атомы урана-235 в гидриде служат ядерным топливом. После начала ядерной реакции она будет продолжаться до тех пор, пока активная зона не достигнет определенной температуры, примерно 800 °C (1500 °F). При этой температуре гидрид урана разлагается на газообразный водород и металлический уран. Потеря замедлителя нейтронов приведет к замедлению — и в конечном итоге остановке — реакции. Когда температура вернется к приемлемому уровню, водород снова соединится с металлическим ураном, образуя гидрид урана, восстанавливая замедление, и ядерная реакция начнется снова. 
Гидрид урана реагирует с такими веществами, как диборан (с образованием борида урана), бром (с образованием бромида урана(IV) при 300°С ), хлор (c образованием хлорида урана(IV) при 250 °С),  фтороводород (с образованием фторида урана(IV) при 20 °C), хлороводород (с образованием хлорида урана(III) при 300 °C), бромоводород (с образованием   бромида урана(III) при 300 °C),  иодоводород (с образованием иодида урана(III) при 300 °C), аммиак  (с образованием нитрида урана(III) при 250 °C),  сероводород (с образованием  сульфид урана(IV) при 400 °C), кислород (с образованием окиси триурана при комнатной температуре), вода (с образованием диоксида урана при 350 °C).
Ион гидрида урана может мешать некоторым измерениям масс-спектрометрии, проявляясь в виде пика при массе 239, создавая ложное впечатление о присутствии плутония-239. 

## История
Снаряды из гидрида урана использовались в серии экспериментов для определения критической массы урана.
Дейтерид урана предполагалось применять в ядерном оружии. На ранних этапах Манхэттенского проекта, в 1943 году, гидрид урана исследовался как перспективный материал для бомбы; от него отказались в начале 1944 года, поскольку оказалось, что такая конструкция будет неэффективной.

## Применение
Водород, дейтерий и тритий можно очистить путем реакции с ураном и термического разложения полученного гидрида.  На протяжении десятилетий исключительно чистый водород получали из слоев гидрида урана.  Нагревание гидрида урана является удобным способом введения водорода в вакуумную систему. 
Вспучивание и измельчение при синтезе гидрида урана можно использовать для получения очень тонкого металлического урана путём разложения порошкообразного гидрида.
Также гидрид урана применяется в качестве восстановителя.
Тритид урана используется для безопасного и эффективного хранения трития, поскольку газообразный тритий сложнее удерживать и работать с ним. Тритид урана используется для отделения трития от образующегося при распаде трития гелия-3, поскольку гелий и тритий выделяются из гидрида урана при разных температурах. 